# Tom Hern
Tom Hern (* 10. Dezember 1984 in Christchurch, Neuseeland) ist ein neuseeländischer Schauspieler und Filmproduzent.
Eine seiner ersten Rollen im Fernsehen war die eines Spielekritikers in der Kindersendung What now?. Bekannt wurde Tom Hern für seine Hauptrolle als Ram in der Fernsehserie The Tribe (2001 bis 2003) und als Devin Del Valle in den Power Rangers (2004). Daneben spielte er auch in weiteren Fernsehproduktionen sowie in dem Kurzfilm The Boy (2004) mit.
Hern ist seit 2009 auch als Filmproduzent tätig und war als solcher auch an Guns Akimbo beteiligt. Für die Produktion von Das Talent des Genesis Potini wurde er 2015 auf dem International Film Festival Rotterdam zweifach ausgezeichnet.

## Filmografie (als Produzent)
- 2009: I’m Not Harry Jenson
- 2014: Das Talent des Genesis Potini (The Dark Horse)
- 2014: Everything We Loved
- 2017: Pork Pie
- 2019: Guns Akimbo
- 2020: Shadow in the Cloud
- 2023: Joika